# Binnenhaven (Rotterdam)
De Binnenhaven is een van de oudste havens van Rotterdam in Rotterdam-Zuid, gegraven tussen 1874 en 1878. De lengte was 1000 m, de breedte bedroeg over de eerste 700m 80 m; over de laatste 250 m was de breedte 40 m. Het bodempeil varieerde bij de aanleg van -7,15 tot -7,65 NAP.
De Binnenhaven was voor die tijd zeer modern en uitgerust met stoom- en hydraulische kranen en kolentips.
Toen in 1882 de aandeelhouders van de Rotterdamsche Handelsvereeniging (zie aldaar en bij Lodewijk Pincoffs) een rendabele exploitatie van de Handelsinrichtingen, waarvan de Binnenhaven deel uitmaakte, niet meer zagen zitten werden ze overgenomen door de gemeente Rotterdam, die de exploitatie voortzette. De havens werden destijds vanwege het kadegeld dat door de RHV werd geheven, wat toen verder in Rotterdam nog niet voorkwam, en het lastige in- en uitmanoeuvreren, als het even kon door kapiteins gemeden.

Tegenwoordig is de Binnenhaven onderdeel van de Kop van Zuid en omgeven door de woningbouw, onder meer de de Peperklip. Een deel van de Binnenhaven en een zijtak ervan, de Entrepothaven zijn ingericht als jachthaven. Dure plezierjachten liggen nu afgemeerd aan de kades.

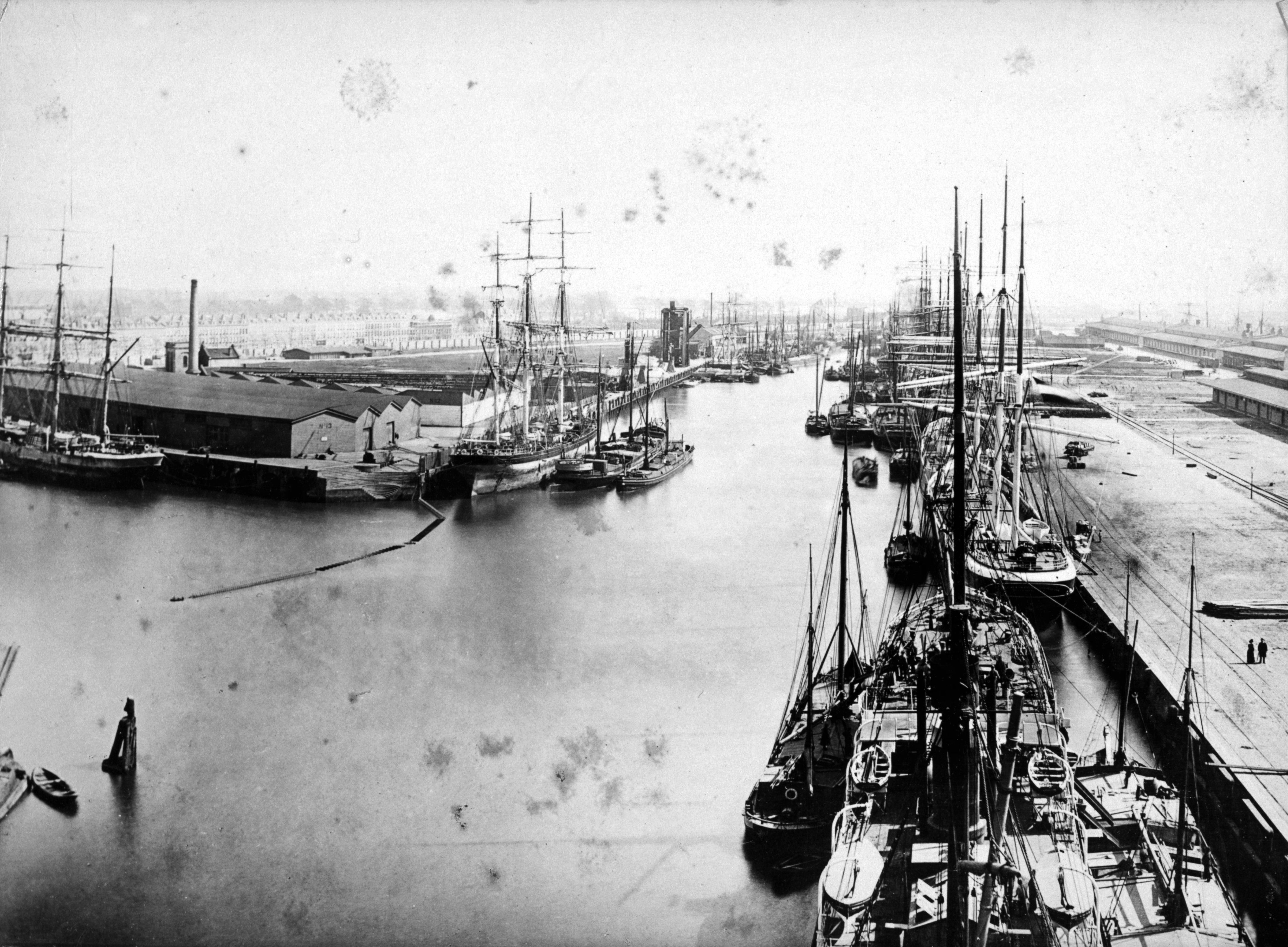
Binnenhaven rond 1880
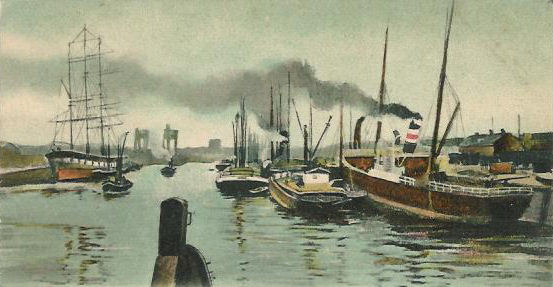
Binnenhaven rond 1910
- In 1937 werd de Binnenhavenbrug gerenoveerd. Beelden daarvan, met de Binnenhaven en het Poortgebouw
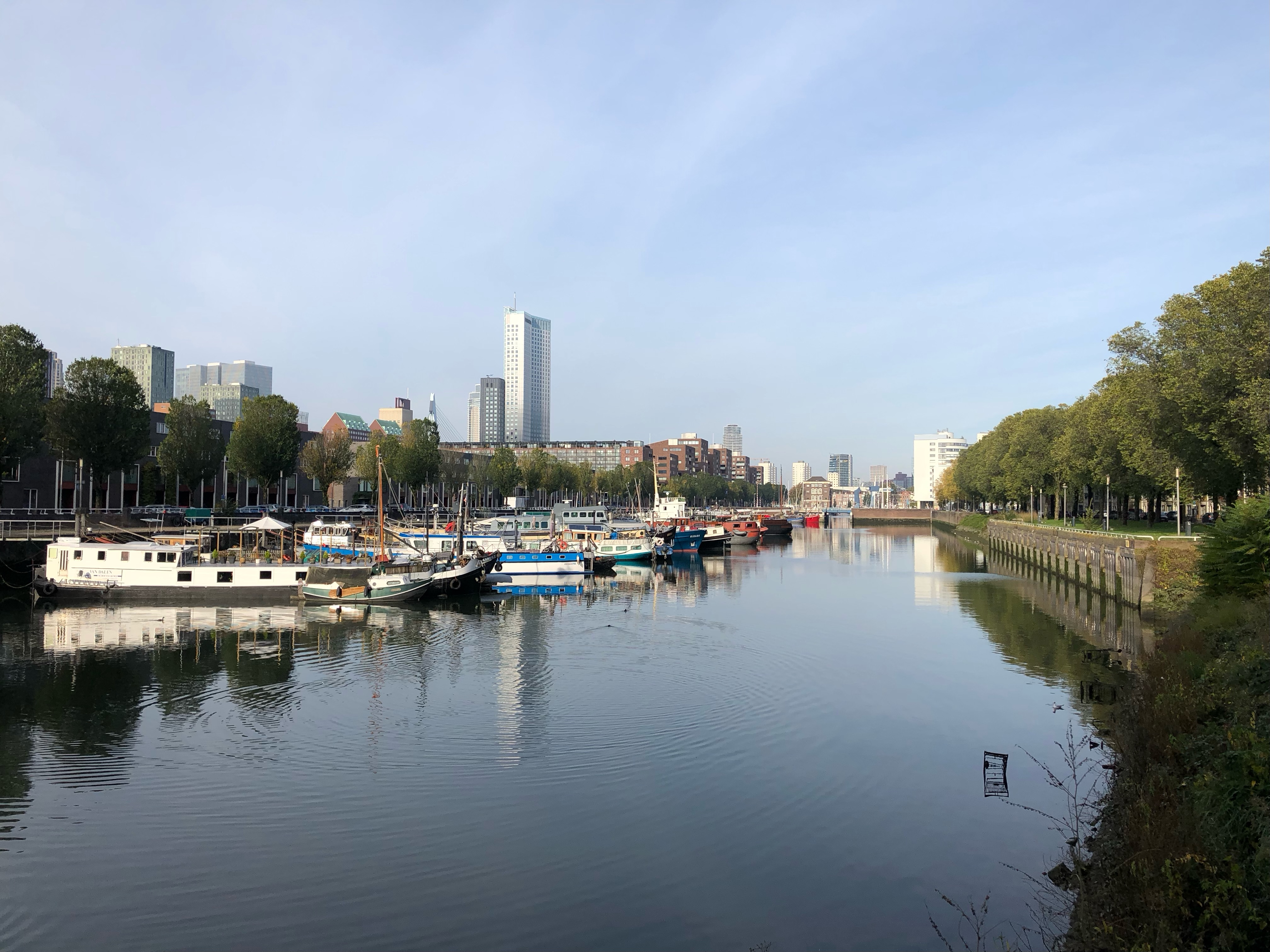
Zuidelijk deel van de Binnenhaven in 2024